# Patricia Castillo
Patricia Castillo Briceño (Quito, 1979) investigadora, docente universitaria, y asesora científica en ciencias biológicas y del océano. Es la primera ecuatoriana en ser elegida como representante de América Latina y el Caribe para la Organización para las Mujeres en Ciencia para el Mundo en Desarrollo (OWSD). Esta científica ecuatoriana integró la expedición número 26 a la Antártida.
Sus investigaciones se centran en detectar mecanismos evolutivamente conservados entre especies, actualmente en un enfoque de adaptación frente al cambio climático. Su trabajo de vinculación promueve la diversidad en ciencias, la aproximación entre ciencias-políticas públicas, y la diplomacia científica.

## Biografía
Castillo-Briceno nació en Quito en la Sierra del Ecuador, donde vivió su infancia, mientras que la adolescencia y juventud la pasó en diferentes ciudades costeras de Manabí. Su abuela materna Rosa Martínez, fue cofundadora del Colegio Nacional Trece de Mayo en Portovelo y piedra angular de dicho Cantón, lo que le valió el premio “Rosa Vivar” del Gobierno Municipal en 2004, y su madre hizo una carrera como Bioquímica en un sector industrial predominantemente masculino. Ambas son una influencia marcada en su vida. 
Castillo-Briceno estudió Biología Marina, se involucró en proyectos de conservación, y en 2004 fue a trabajar como voluntaria en un proyecto de monitoreo de iguanas marinas en Galápagos, donde confirmó que quería dedicarse a la investigación y que para ello necesitaba especializarse, lo que en ese entonces implicaba ir al exterior y por tanto conseguir fondos.
En 2006 obtuvo una beca FPU del Ministerio de Ciencia de España, durante su posgrado realizó una estancia en el Instituto Pasteur de París (Francia) y otra en la Universidad de Cambridge (Reino Unido), dedicada a la investigación sobre evolución de la inmunidad innata en vertebrados, usando principalmente peces y líneas celulares como modelo experimental. En 2010, obtiene el título de PhD en Biomedicina con Mención Europea. Dado que la situación de entonces en Ecuador no era viable para su área de estudio, decidió quedarse un tiempo más en Europa.
De 2010 a 2013 gana una convocatoria de la Université Aix-Marseille, y otra de la Foundation pour la Recherche Medicale en ese periodo hace sus investigaciones sobre la respuesta de las mucosas frente a esteroides usando embriones de rana Xenopus en experimentos que revelan una respuesta conservada a través de tejidos y taxones, incluyendo invertebrados. Para la científica ecuatoriana, las experiencias de movilidad y en muchos casos de ser la primera extranjera en el equipo, resaltaron la importancia de la internacionalización y diversidad en ciencias para combatir los sesgos.
En 2014 regresa a Ecuador como investigadora Visitante del Programa Prometeo de SENESCYT, y cofunda el Grupo Bioma Ecuatorial y Acidificación Oceánica EBIOAC (Equatorial Biome & Ocean Acidification). En 2016 migran el EBIOAC a la Universidad Laica Eloy Alfaro de Manabí ULEAM, donde ella es Profesora Titular. Desde esa plataforma, Castilo-Briceño ejecuta investigaciones sobre cambio climático, siendo un Grupo de dos núcleos que codirigen con Francisco Navarrete-Mier. Los proyectos que se ejecutan tienen componentes de laboratorio y campo, se trabaja con especies de relevancia ecológica y también económica, principalmente peces, moluscos, equinodermos, y crustáceos. El EBIOAC involucra activamente estudiantes locales y de instituciones públicas, se procura la equidad de género y diversidad, en la visión de que la siguiente generación adquiera las competencias en ciencias y mentoría.
Castillo-Briceno en paralelo realiza actividades  en la interface ciencias – políticas públicas para la toma de decisiones basadas en evidencias y la aplicación de la diplomacia – científica para el avance de las ciencias en países en desarrollo.
En febrero de 2023, Castillo-Briceño  estuvo en Antártica para medir el sistema de carbonatos, proyecto en el que las investigaciones sobre acidificación oceánica se asientan en un marco de diplomacia científica. Adicionalmente, ella colabora con artículos, y entrevistas en sus áreas de experticia en biología marina, biomedicina, cambio climático, y educación superior 

## Proyectos Impulsados
Entre los principales proyectos impulsados por Patricia Castillo B. se encuentran: 
1. En investigación científica sobre cambio climático y ecosistemas marinos: Cofundadora y Codirectora del Grupo Bioma Ecuatorial y Acidificación Oceánica EBIOAC desde 2014.[14] Es una iniciativa enfocada en fortalecer las investigaciones sobre acidificación oceánica en especies ecuatoriales, para la mitigación y adaptación enmarcadas en los enfoques de Una-Sola-Salud y soberanía alimentaria. El trabajo incluye actividades en la interface de ciencias y políticas públicas, y de diplomacia científica. Este trabajo permitió que en el Código Orgánico del Ambiente se reconozca la necesidad de investigación y acciones respecto a la acidificación oceánica y sus impactos en la biodiversidad, pesquerías y acuacultura[15]. Asimismo, se es parte de redes y proyectos de cooperación técnica internacional alineados a los Objetivos de Desarrollo Sustentable.[32]
2. En el campo de diversidad, equidad, e inclusión en ciencias: Cofundadora de la Red Ecuatoriana de Mujeres Científicas REMCI en 2016;[33] Cofundadora del Capítulo Nacional Ecuador en la Organization  for Women in Science for de Developing World OWSD en 2021.[34] Ambas iniciativas continúan con participación de mujeres de ciencias en diferentes especialidades, donde se fomenta la visibilización de sus aportes a las ciencias y se generan espacios de colaboración, fortalecimiento y liderazgo en STEAM, tanto en el territorio nacional como para la internacionalización.[35]
3. Proyecto ArteCienciaEC “El Arte de las Ciencias - la Ciencia de las Artes”, fue una iniciativa ejecutada durante 2014, en diferentes ciudades de Ecuador, dirigida a la transferencia de conocimientos e integración de artes y las ciencias a partir de sus puntos en común. Se hicieron ciclos de conferencias donde artistas y científicas/os explicaban sus procesos de trabajo en espacios abiertos al público, en una iniciativa de integración entre artes, ciencias, y comunidad. [36][37]

## Reconocimientos
1. Representante electa (2021-2025) para América Latina y el Caribe en la mesa directiva de la Organización para Mujeres en Ciencias para el Mundo en Desarrollo OWSD. [9]
2. Medalla al Mérito Ambiental, Reconocimientos Manta Centenaria 2022. GAD Manta.[38]
3. Delegada de Ecuador (2017). International Visitor Leadership Program “Hidden No More”. Departamento de Estado de Estados Unidos.[38][39]
4. Vicepresidenta de la Sociedad Ecuatoriana de Biología (2019 - 2021). [7][40]

## Publicaciones
A continuación algunos de los trabajos de investigación de la científica ecuatoriana: 
- Castillo-Briceño, Patricia, Dominique Bihan, Michael Nilges, Samir Hamaia, José Meseguer, Alfonsa García-Ayala, Richard W Farndale, and Victoriano Mulero. 2011. “A Role for Specific Collagen Motifs during Wound Healing and Inflammatory Response of Fibroblasts in the Teleost Fish Gilthead Seabream.” Molecular Immunology 48 (6–7): 826–34.[41]
- Castillo-Briceño, Patricia, S Aguila-Martínez, S Liarte, A García Alcázar, J Meseguer, V Mulero, and A García-Ayala. 2012. “In Situ Forming Microparticle Implants for Delivery of Sex Steroids in Fish: Modulation of the Immune Response of Gilthead Seabream by Testosterone.” Steroids 78 (1): 26–33. [42]
- Castillo-Briceño, Patricia, Marta Arizcun-Arizcun, José Meseguer, Victoriano Mulero, and Alfonsa García-Ayala. 2010. “Correlated Expression Profile of Extracellular Matrix-Related Molecules during the Inflammatory Response of the Teleost Fish Gilthead Seabream.” Developmental and Comparative Immunology 34 (10): 1051–58. [43]
- Castillo-Briceno, P.,  Navarrete-Mier, F. (2015). Potenciales Impactos de la Acidificación de los Océanos para las Pesquerías y Acuicultura Marina en Ecuador. TILAPIA & CAMARONES. Sociedad Latinoamericana de Acuicultura., 7:24, 28–33. [44]
- Castillo-Briceño, Patricia, Cruz Márquez, David Wiedenfeld, Howard Snell, and Alberto Jaramillo. 2004. “El Niño Oscilación Del Sur y Estado de Salud de Las Iguanas Marinas (Amblyrhynchus Cristatus) En Galápagos.” Ecología Aplicada 3 (1–2): 92–97. [45]